# Final Stab
Final Stab (No Brasil, Jogando com a Morte) é um filme de horror estadunidense lançado em 2001 dirigido por David DeCoteau. No Reino Unido, o filme ficou conhecido como Final Scream.